# Ulomyia montanoi
Ulomyia montanoi är en tvåvingeart som beskrevs av Salamanna och Raggio 1985. Ulomyia montanoi ingår i släktet Ulomyia och familjen fjärilsmyggor.
Artens utbredningsområde är Italien. Inga underarter finns listade i Catalogue of Life.